# ジャン3世 (ブラバント公)

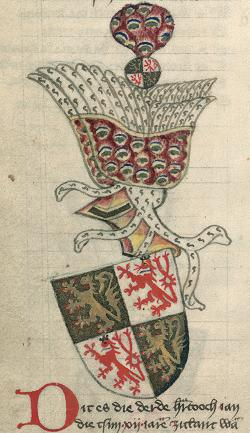
ジャン3世の紋章

ジャン3世（Jean III, 1300年 - 1355年12月5日）は、ブラバント公およびリンブルフ公（在位：1312年 - 1355年）。ブラバント公・リンブルフ公ジャン2世およびマーガレット・オブ・イングランドの息子。

## 生涯
ジャン3世は1300年に生まれた。1300年11月8日にブラバント公妃マーガレットが初子の長男を産んだという知らせをイングランド王室にもたらしたことで小姓がいくらかのお金を受け取っている。
ジャン3世の治世は、ジャン1世およびジャン2世の借金のためにブラバントの海外の領土が押収される一方、ジャン3世の顧問団がコルテンベルク憲章を尊重せず、不満に悩まされる始まりであった。そこでコルテンベルク憲章を尊重し、公領の財政を管理人に任せ、ブラバントの町に新たな特権を与えることで、借金が返済されることとなった。
その後、ジャン3世はフランス王との関係を修復した。フランス王はフランドルを経済的に孤立させようとしていたが、これはブラバントの経済的利益に反するものであった。1315年、対立者と戦うリェージュ司教アドルフ・フォン・デア・マルクを支援した。その後数十年間、ジャン3世は近隣の領主らと対立した。例えば、レイナウト・ファン・フォルケンブルグとの紛争においては、1318年にシッタート包囲戦に参加した。
百年戦争が開始した時、ジャン3世はイングランド側につき、イングランド王エドワード3世の遠征に従った。これに対しフランス王フィリップ6世は報復として、フランス国内のブラバント人の財産を押収し、ブリュッセルの中産階級の人々はジャン3世に対し反乱を起こした。ジャン3世はこれに精力的に介入し、主導者を斬首した。1340年以降、ジャン3世はイングランドと距離を置き、フランスと同盟を結ぼうと考え、娘たちをフランス王国の同盟者たちと結婚させた。
1348年、言い伝えによると、ジャン3世はブリュッセルのサブロンの弩弓兵とともにベアトリス・スートケンズ（Beatrijs Soetkens）の奇跡的な訪問を受けたという。ベアトリスは聖母マリアの指図によりアントワープから聖母像を盗んでブリュッセルに運んできた人物である。
ジャン3世はシトー会のヴィレ修道院の教会内のクワイヤ中央のマウソレウムに埋葬された。

## 結婚と子女
ジャン3世は1311年にエヴルー伯ルイとマルグリット・ダルトワの娘マリー（1335年没）と結婚した。2人の間には以下の子女が生まれた。
- ジャンヌ（1322年 - 1406年） - ブラバント女公、リンブルフ女公
- マルグリット（1323年 - 1380年） - 1347年にフランドル伯ルイ2世と結婚
- マリー（1325年 - 1399年） - 1347年にゲルデルン公ライナルト3世と結婚
- ジャン（1335年没） - リンブルフ公
- アンリ（1349年11月29日没） - メヘレン領主、後にリンブルフ公、1347年に後のフランス王ジャン2世の娘ジャンヌと婚約[4]
- ジョフロワ（1352年没） - アールスホット領主、後にメヘレン領主、リンブルフ公

他に、ジャン3世はジャン・ブラント・ド・ブラバンやジャン・ファン・フェーンを含む多くの庶子をもうけている。